# Gostun (Prijepolje)
Gostun (Servisch cyrillisch Гостун) is een plaats in de Servische gemeente Prijepolje. De plaats telt 49 inwoners (2002).